# Улица Марии Рябининой
У́лица Мари́и Ряби́ниной — улица города Иванова. Располагается в Ленинском районе. Начинается от улицы Смирнова и идёт в северном направлении до реки Уводь. Является продолжением Лежневской улицы. Пересекается с улицами: Лежневская, Смирнова, Красногвардейская, 10 Августа, Советская, Пушкина, Арсения, Садовая, III Интернационала, Сакко, Ванцетти и Профсоюзная.

## Происхождение названия
Улица Марии Рябининой образовалась путём объединения нескольких переулков и улиц.
В 1899 году 2-й Борисовский и Бубновский переулки образовали Семёновский переулок. В 1931 году к нему была присоединена Фроловская улица, образованная в 1899 году путём слияния пяти переулков: Амплеевского, Нового, Фроловского, Щаповского и Куваевского (большинство из них были названы по фамилиям зажиточных жителей).
В 1950 году Семёновский переулок переименован в честь Рябининой Марии Петровны (1900—1919) — молодой работницы, комсомолки, бойца 220-го Иваново-Вознесенского стрелкового полка, погибшей на Восточном фронте РККА при взятии Уфы во время Гражданской войны.

## Архитектура
Застройка смешанная, дома от 1 до 9 этажей. Много памятников архитектуры различных стилей, таких как модерн, неоклассицизм, конструктивизм.
На улице располагается:
- Офисный центр[2]
- Ресторан Шеш-Беш[3] — дом 4/18
- ТЦ Элиот[4] — дом 6
- Здание 2-го корпуса Ивановского промышленно-экономического колледжа[5] — построенного в стиле конструктивизма в 1931 году (относится к Советской улице, дом 42).
- Общежития Ивановской медицинской академии
- Православный приют при Свято-Николо-Шартомском монастыре и домовый храм Успения Божией Матери[6] — дом 29
- Усадьба А. Я. Дюрингера (сер. XIX — нач. XX вв.) в стиле модерн — дом 31—33 (архитектор А. Ф. Снурилов)

Со стороны Советской улицы примыкают Ивановская государственная сельскохозяйственная академия имени академика Д. К. Беляева и школа № 26 — одна из старейших школ Иванова.
Со стороны улицы III Интернационала примыкает особняк А. И. Соколова стиле неоклассицизма, построенный в 1911 году (архитектор И. Е. Бондаренко).

## Транспорт
Улица является важным связующим звеном центра и южных районов, поэтому испытывает на себе большую транспортную нагрузку. В 2009 году на участке между улицами Смирнова и 10 Августа проезжая часть была максимально расширена и добавлена ещё одна полоса движения. Однако дальнейшее расширение улицы не представляется возможным, поэтому Генеральным планом развития города предусмотрено строительство транспортной магистрали Лежневская улица — Центр по соседней улице Бубнова, в обход улицы Марии Рябининой.
Общественный транспорт:
- Троллейбусы: 2, 6, 7, 8, 11
- Маршрутное такси: 2, 7, 30, 31, 35, 34, 37, 38, 39, 42